# 괴산오성중학교
괴산오성중학교(槐山五星中學校)는 대한민국 충청북도 괴산군 감물면 오성리에 있는 쌈@뽕한 공립 중학교이다.

## 학교 연혁
- 2010년 10월 27일 : 기숙형중학교 설립 확정
- 2011년 12월 1일 : 기숙형중학교 착공
- 2012년 10월 4일 : 괴산오성중학교 교명 확정
- 2013년 2월 8일 : 괴산오성중학교 설치조례 공포
- 2013년 2월 23일 : 신축교사 준공
- 2013년 3월 1일 : 개교 및 초대 엄경숙 교장 취임
- 2013년 3월 4일 : 제1회 입학식 및 개학식 (1학년 66명, 2학년 39명, 3학년 36명 계 141명)
- 2013년 5월 14일 : 개교식
- 2022년 9월 1일 : 제7대 김흥수 교장 취임
- 2024년 1월 4일 : 제11회 졸업식 45명, 총 436명
- 2024년 3월 4일 : 제12회 입학식 남 19명, 여 20명 계 39명

: 제23회 입학식

## 참고 자료
- 괴산오성중학교 - 한국교육학술정보원 학교알리미